# Носорогие белокровки
Носо́рогие белокро́вки, или кергеленские носорогие белокровки (лат. Channichthys) — род морских субантарктических донных и придонных рыб семейства белокровковых (Channichthyidae) отряда окунеобразных (Perciformes). Латинское название рода, данное ему в 1844 году шотландским натуралистом и ихтиологом Джоном Ричардсоном, происходит от двух латинизированных греческих слов — «анчоус» (channe) и «рыба» (ichthys). В состав рода включают 9 видов.
Русское название «носорогие белокровки» и английское название «unicorn fishes» отражают наличие у этих рыб хорошо развитого шипа («рога»), венчающего передний край рыла. Иногда носорогих белокровок называют «носорожьими белокровками» — неудачно переведенным с английского названием. Подобный перевод некорректен с этимологической точки зрения, так как обозначает принадлежность какого-либо объекта к носорогу или внешнюю схожесть с ним, тогда как основной смысл названия должен отражать одну из самых характерных черт внешнего вида этих рыб — наличие на кончике рыла хорошо развитого шипа.

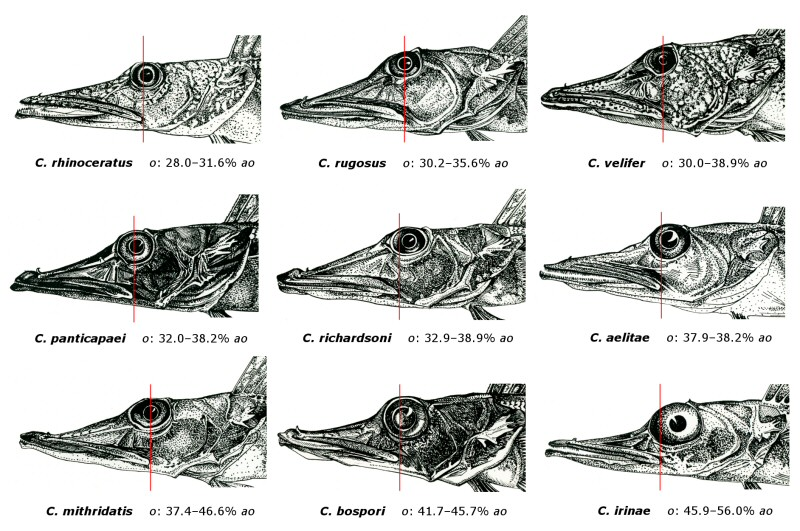
Различия в форме головы и диаметре орбиты у 9 видов носорогих белокровок рода Channichthys от о. Кергелен

Характерной особенностью носорогих белокровок, кроме наличия рострального шипа, является, как и у всех остальных видов семейства — отсутствие на теле чешуи, за исключением плотных костных чешуй в боковых линиях, и наличие бесцветной крови, лишенной зрелых форм эритроцитов и гемоглобина — уникальное явление среди всех позвоночных, присущее только 25 видам рыб этого семейства. Кровь белокровковых рыб, по сути, представляет собой слегка желтоватую плазму. Редукция эритроцитов, а также гемоглобина и мышечного пигмента миоглобина у белокровковых рыб объясняется эволюционными изменениями, происходившими в организме предковых форм на фоне относительно резкого похолодания климата в южнополярном регионе после отделения Антарктиды от Южной Америки и соответственного снижения температуры воды в Южном океане до отрицательных значений (до точки −1,9 °C). С физиологической точки зрения это явление объясняется уменьшением плотности крови за счет редукции её форменных элементов, что заметно уменьшает плотность, а также снижает вязкость жидкости при низких температурах и соответственно повышает её текучесть в сосудах кровеносной системы.
Носорогие белокровки — среднего и крупного размера рыбы (общей длиной до 61 см) являются эндемиками антарктических морских вод у северной границы Южного океана, омывающих острова архипелага Кергелен и Хёрд, а также серии подводных поднятий — гайотов (банок) между ними, расположенными в Индоокеанском секторе Антарктики в районе подводного хребта Кергелен.
Встречаются в качестве прилова при промысле в районе островов Кергелен щуковидной белокровки Chamsocephalus gunnari Lönnberg, 1905, больше известной под коммерческим названием «ледяная рыба».

## Характеристика родаChannichthys

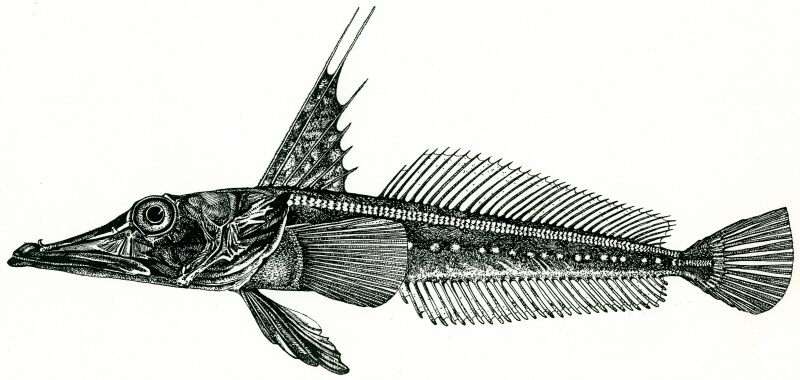
Угольная белокровка C. panticapaei Shandikov, 1995, голотип, самец

Ростральный шип хорошо развит, его вершина направлена назад. Верхняя поверхность головы, а у некоторых видов и лучи первого спинного и брюшного плавников, обычно покрыты мелкими костными гранулами — туберкулами, придающими поверхности шершавость; у некоторых видов костные туберкулы встречаются на всем теле. Крышечная кость с 5—7 мощными шипами. Две боковых линии — дорсальная (верхняя) и медиальная (срединная), более короткая, в которых присутствуют трубчатые или прободенные плотные костные членики (чешуи) . Два спинных плавника широко разделены междорсальным промежутком либо сближены вплотную. Первый спинной плавник высокий или очень высокий, содержит 5—11 гибких колючек; во втором спинном плавнике 30—36 членистых лучей, в анальном плавнике 28-33 членистых лучей, в грудном плавнике 18—23 луча. Третий луч брюшного плавника наиболее длинный. Хвостовой плавник закругленный. Лучей жаберной перепонки 6. Тычинки на первой жаберной дуге рудиментарные или хорошо развиты, покрыты мелкими зубчиками и могут быть расположены в 1 или 2 ряда — внешнем и внутреннем; общее число тычинок широко варьирует у разных видов от 6 до 31.

## Распространение и батиметрическое распределение
Ареал рода охватывает острова и подводные поднятия подводного хребта Кергелен от северной его оконечности — островов Кергелен, до южной — островов Хёрд и Макдональдс. Согласно схеме зоогеографического районирования по донным рыбам, предложенной А. П. Андрияшевым и А. В. Нееловым, виды носорогих белокровок являются эндемиками округа Кергелен-Хёрд Индоокеанской провинции Антарктической области. Все 9 видов известны и описаны от островов Кергелен, а парусная белокровка C. velifer Meissner, 1974 была также обнаружена на изолированных поднятиях (банках) подводного хребта Кергелен. Сведения о точной идентификации рыб из остальной части ареала рода отсутствуют. В районе островов Хёрд и Макдональдс, в южной части ареала, представители этого рода традиционно упоминаются в литературе под сборным названием C. rhinoceratus Richardson, 1844.
Относительно мелководные виды, известные глубин 95—361 м по результатам донных тралений у островов Кергелен и на поднятиях подводного хребта Кергелен.

## Размеры
Наиболее крупными видами рода являются C. rhinoceratus, достигающая общей длины 61 см, и C. velifer с общей длиной до 54 см. В среднеразмерную группу входят C. mithridatis, достигающая общей длины 44 см, C. bospori, достигающая общей длины не менее 41 см, C. panticapaei с общей длиной до 40 см, C. richardsoni — не более 38 см и C. aelitae — до 37 см. Самые мелкие виды — C. irinae, общая длина которой не превышает 26 см, и C. rugosus с общей длиной до 31 см.

## Образ жизни

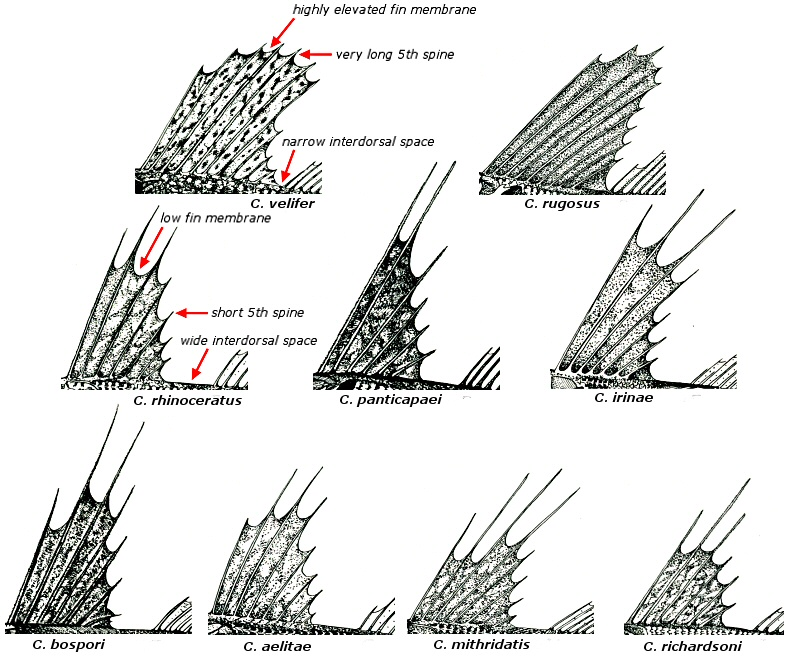
Различия в форме первого спинного плавника у 9 видов носорогих белокровок рода Channichthys от о. Кергелен

По приуроченности носорогих белокровок к определенным биотопам, согласно особенностям их внешнего строения и особенностям питания, среди них выделяются 2 группы рыб — типично донные хищники — бентофаги и ихтиофаги, вероятно, проводящие большую часть жизни на поверхности грунта (белокровка Ричардсона C. richardsoni Shandikov, 2012, рыжая белокровка C. rugosus Regan, 1913 и C. velifer), и придонные или придонно-пелагические — хищники-ихтиофаги и зоопланктофаги, имеющие более пелагизированную форму тела, которые для питания, очевидно, периодически поднимаются в толщу воды (большеглазая белокровка C. bospori Shandikov, 1995, карликовая белокровка C. irinae Shandikov, 1995, зелёная белокровка C. mithridatis Shandikov, 2009, угольная белокровка C. panticapaei Shandikov, 1995, носорогая белокровка C. rhinoceratus и, вероятно, белокровка Аэлиты C. aelitae Shandikov, 1995).
В питании донных видов C. rugosus и C. velifer отмечена рыба и головоногие моллюски. В питании придонных и придонно-пелагических видов наблюдается четкое разделение на 2 группы видов — хищников и зоопланктофагов. К хищникам, специализирующимся на ихтиофагии, относятся C. rhinoceratus, C. mithridatis, C. velifer и C. aelitae, а к типичным зоопланктофагам, питающимся амфиподами (Themisto gaudishaudi) и мелкими эвфаузиевыми (Thysanoessa macrura), относятся C. irinae, C. bospori и C. panticapaei. Хищным рыбам свойственно более низкое число (6-16) относительно слаборазвитых жаберных тычинок, расположенных только во внешнем ряду первой жаберной дуги. Тогда как у зоопланктофагов тычинки более развиты и плотнее покрыты костными шипиками, их большее количество (18-31) и расположены они в 2 ряда — внешнем и внутреннем.
Размеры впервые созревающих рыб, сезоны и сроки нереста заметно различаются у разных видов. Поэтому близкие к нересту рыбы рода Channichthys встречаются в водах, омывающих острова Кергелен, в течение круглого года. Преднерестовые самки C.rhinoceratus впервые созревают при общей длине около 49 см, нерестится вид, очевидно, в конце лета южного полушария — в феврале-марте. C. velifer становится половозрелой, по-видимому, при общей длине около 31-33 см, размножается в летний период — в январе-феврале. У C. panticapaei половозрелость наступает при общей длине около 30 см; нерест, очевидно, приходится на зимний период — июнь-июль. C. bospori очевидно нерестится в июне-июле, размеры рыб при наступлении половозрелости неизвестны. У C. aelitae нерест происходит в летний период, скорее всего в январе-феврале, размеры впервые созревающих рыб не известны. Половозрелость у C. mithridatis наступает при общей длине 30-32 см, нерестится в зимний период, предположительно в мае-июне. C. richardsoni впервые созревает при общей длине около 29-31 см, нерест, очевидно, происходит в осенне-зимний период. C. rugosus впервые начинает созревать при общей длине не менее 28 см; нерест, вероятно, приходится на осенние месяцы. C. irinae впервые созревает при достижении общей длины 23-25 см; нерест происходит в зимний период — в июле-августе.
Абсолютная плодовитость, известная по одной самке C. velifer, составляет 7155 икринок.

## Виды
В роде в настоящее время насчитывается 9 видов:
- Channichthys Richardson, 1844[2][13].
  - Белокровка Аэлиты (Channichthys aelitae) Shandikov, 1995[2]
  - Channichthys bospori Shandikov, 1995[2] — большеглазая белокровка
  - Channichthys irinae Shandikov, 1995[2] — карликовая белокровка
  - Channichthys mithridatis Shandikov, 2009[8] — зелёная белокровка
  - Channichthys panticapaei Shandikov, 1995[2][7] — угольная белокровка
  - Channichthys rhinoceratus Richardson, 1844[2][7][13] — носорогая белокровка
  - Channichthys richardsoni Shandikov, 2012[3] — белокровка Ричардсона
  - Channichthys rugosus Regan, 1913[2][8][14] — рыжая белокровка
  - Channichthys velifer Meissner, 1974[2][12][15] — парусная белокровка

## Невалидные виды
- Channichthys normani Balushkin, 1996[16] (младший синоним Channichthys panticapaei[8])